# Пиксерекур, Рене-Шарль Гильбер де
Рене-Шарль Гильбер де Пиксерекур (фр. René-Charles Guilbert de Pixerécourt; 22 января 1773, Нанси, — 27 июля 1844, там же) — французский драматург, театральный деятель, библиофил. Создатель жанра мещанской (или бульварной) мелодрамы, помимо бытовых мелодрам писал также исторические и героические мелодрамы, водевили, феерии.

## Биография и творчество
Из рода лотарингских мелких помещиков, разорённых революцией. В 1793 году бросил изучение права, поступил на службу в эмигрантскую армию Конде в Кобленце, сражался против Французской республики. После падения якобинской диктатуры вернулся во Францию. Под началом и при покровительстве Карно служил по военному ведомству, был на другой государственной службе.
Начало театральной деятельности Пиксерекура приходится на период Директории. Первый успех ему принесли переделки популярных романов для юношества Дюкре-Дюминиля, мелодрамы «Виктор, или Дитя в лесу» (1798), «Селина, или Дитя тайны» (1800), «Белый пилигрим, или Сиротки с хутора» (1801). В дальнейшем его пьесы на протяжении сорока лет с неизменным успехом шли на парижских сценах — Théâtre de l’Ambigu-Comique, Théâtre de la Porte Saint-Martin, Théâtre de la Gaîté, а также в Великобритании, Германии, Нидерландах, Португалии, России (на русский язык пьесы Пиксерекура переводил, среди других, Р. М. Зотов). В 1820-х годах Пиксерекур руководил театрами Opéra-Comique и Théâtre de l’Ambigu-Comique. Театральные успехи позволяли ему удовлетворять страсть библиофила (надпись в его экслибрисе гласила: «Книга — друг, который никогда не изменит»). Стал одним из основателей Общества французских библиофилов. Переводил сочинения Коцебу.
Четыре тома его избранных пьес были изданы в Нанси в 1841—1843 годах. При участии Шарля Нодье был опубликован каталог его библиотеки (1838), содержавшей свыше 4 тысяч томов. В конце жизни, страдая от почечнокаменной болезни, подагры и других недугов, Пиксерекур полностью ослеп.

## Признание
Автор около 125 пьес, получил от Шарля Нодье прозвище «Корнеля бульваров». Кавалер ордена Почётного легиона.

## Современные издания
- Théâtre choisi. Genève: Slatkine, 1971